# Alfa Romeo Sprint
Alfa Romeo Sprint - автомобіль в кузові купе, створений на основі Alfa Romeo Alfasud, що випускався італійською компанією Alfa Romeo в 1976—1989 роках. Всього було випущено 116 552 автомобілів під ім'ям Alfasud Sprint та Alfa Romeo Sprint. Моделі Sprint продавалися в Європі, Південній Африці, Австралії та Новій Зеландії.

## Опис

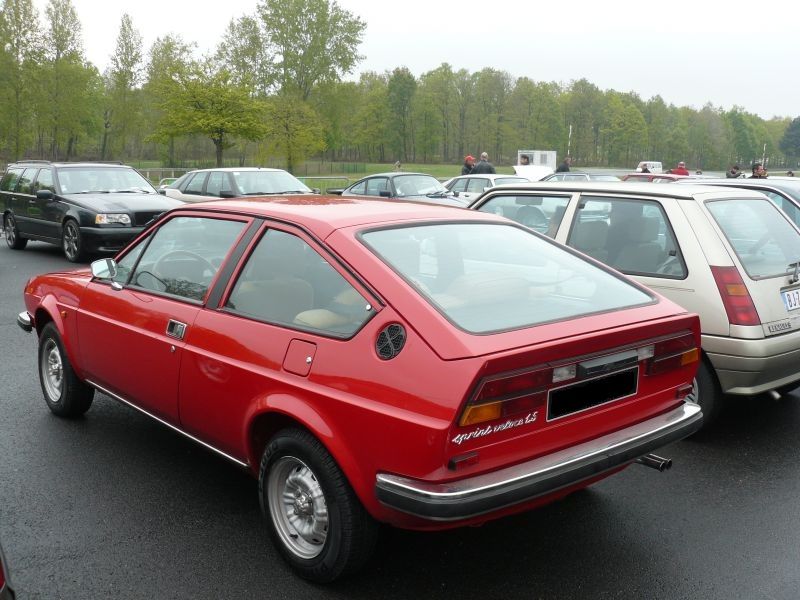
Alfa Romeo Alfasud Sprint

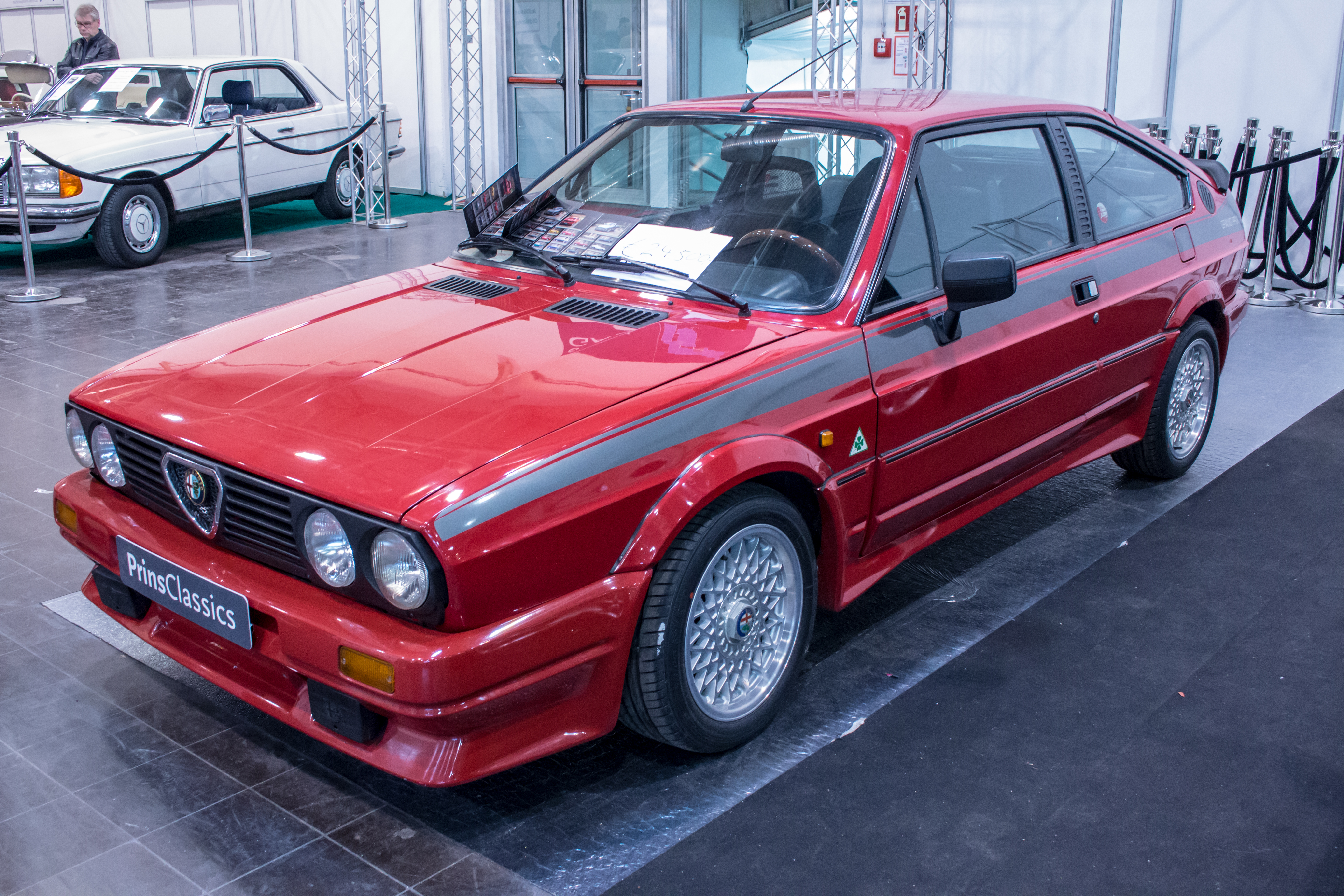
Alfa Romeo Sprint (1983–1989)

Автомобіль є довгим купе довжиною 4,02 метра і дуже низьким профілем, будучи яскравим представником 70-х і 80-х років в італійському автомобільному дизайні. Роком раніше, ніж Sprint зі схожим стилем кузова, хоча і з нечисленними змінами, дебютував інший класичний авто 70-х Volkswagen Golf.
До 1983 року Alfasud Sprint мали сталеві бампера, але модернізовані моделі 1983 року отримали пластикові і зменшені бампера, іншу решітку радіатора, а також нові 14-дюймові колеса Italspeed з 8 дірками і нестандартною гумою Michelin 340 мм. Залежно від оснащення, деякі моделі Sprint мали пластикові накладки бамперів з боків, задній спойлер (в основному в модифікації Quadrifoglio Verde). Найпопулярніший додатковий комплект був обвіс від Zender, що включає зменшені бампера, бічні накладки. В основному багато таких моделей були продані у Великій Британії і деяких інших країнах.
Alfa Sprint має компоновку 2+2: два сидіння спереду і два місця ззаду. Два передніх сидіння були різними в двох версіях: у звичайній стояли стандартні, а в спортивній версії сидіння подовжені з висувним подушками для стегон. Незвичайна річ - це ключ запалювання, який встановлювався з лівого боку від керма (зазвичай на всіх автомобілях з правого боку). На центральній консолі були присутні кілька вимикачів для передніх і протитуманних фар, заднього склоочисника і омивача. Також були встановлені аналоговий годинник від Jaeger. Починаючи з 1983 року вони були замінені на електронні. Знизу панелі приладів були ручки контролю обігріву: одна для теплого повітря, друга для холодного повітря і третя для рівня обдування. Задній диван не міг складатися і мав обсяг у 425 літрів, в основному через високий профілю задньої панелі. Все це оброблялися шкірою.
Alfa Sprint є автомобілем в кузові купе, похідний від Alfa Romeo Alfasud. Тому модель не має прямих наступників і попередників. Alfa Sprint - компактне купе, хоча деякі з її ідей пройшли два десятиліття і були використані в його наступнику Alfa Romeo GT.

## Двигуни
- 1.3 L Boxer H4 76 к.с.
- 1.4 L Boxer H4 79/86 к.с.
- 1.5 L Boxer H4 85/95/105 к.с.
- 1.7 L Boxer H4 108/115 к.с.

## Автоспорт
Alfa Sprint була дуже популярною гоночної машиною в кінці 70-х і до 1983 року. Був організований турнір Sprint Trofeo, добре відомий Європейський турнір в класі Гран Туризмо в ті роки. Незважаючи на те, що в гонках, хай-клімбах і інших історичних змаганнях було використано велику кількість Alfa Sprint, модель отримала свою популярність завдяки хорошій керованості.